# Gajk Osepian
Gajk Osepian (orm. Հայկ Հովսեփյան, ros. Гайк Александрович Осепян, ur. 19 stycznia 1891 we wsi Basz-Kadyklar w obwodzie karskim, zm. 10 września 1937 w Moskwie) – ormiański rewolucjonista, radziecki wojskowy i działacz partyjny, komisarz armijny II rangi.

## Życiorys
W 1911 ukończył Łazariewski Instytut Języków Obcych w Moskwie, później Wydział Medyczny Uniwersytetu Moskiewskiego, w 1913 wstąpił do partii bolszewickiej SDPRR(b). Podczas I wojny światowej 1914-1918 służył w rosyjskiej armii, od marca 1918 do 29 grudnia 1919 był członkiem KC Komunistycznej Partii Armenii, jednocześnie od 1918 kierował Wydziałem Prasy Ormiańskiego Oddziału Ludowego Komisariatu ds. Narodowości RFSRR. Następnie do 1921 pracował w Ludowym Komisariacie Ochrony Zdrowia RFSRR, a po podboju Armenii przez RFSRR od 1921 do września 1922 był sekretarzem odpowiedzialnym komitetu powiatowego Komunistycznej Partii (bolszewików) Armenii w Aleksandropolu (obecnie Giumri), od września 1922 do stycznia 1923 był szefem wydziału politycznego, następnie do 1924 komisarzem Ormiańskiej Dywizji Piechoty w Kaukaskiej Armii Czerwonego Sztandaru. 
Po wyższych kursach kawaleryjskich Armii Czerwonej (1924–1925) został zastępcą szefa Zarządu Politycznego Kaukaskiej Armii Czerwonego Sztandaru, następnie od 6 lipca 1927 do 5 kwietnia 1928 pełnił funkcję I sekretarza KC KP(b)A, potem wrócił do pracy w armii jako zastępca szefa Zarządu Politycznego Nadwołżańskiego Okręgu Wojskowego (1928–1929). W 1929 był starszym inspektorem Głównego Zarządu Politycznego Armii Czerwonej, po czym został szefem Wydziału Agitacyjno-Propagandowego, a następnie Wydziału Organizacyjnego w tym zarządzie (do 1935), jednocześnie w latach 1931–1937 zajmował stanowisko redaktora pisma „Partjaczejka RKKA” – „Kommunist RKKA” i sekretarza komitetu WKP(b) Ludowego Komisariatu Obrony ZSRR i od listopada 1934 do 21 lipca 1937 członka Rady Wojennej przy Ludowym Komisariacie Obrony ZSRR i (1935–1937) zastępcy szefa Głównego Zarządu Politycznego Armii Czerwonej. 20 listopada 1935, po wprowadzeniu w Armii Czerwonej stopni wojskowych, został komisarzem armijnym II rangi. Był odznaczony Orderem Czerwonego Sztandaru. 
30 maja 1937 podczas wielkiej czystki został aresztowany, 10 września 1937 skazany na śmierć przez Kolegium Wojskowe Sądu Najwyższego ZSRR za udział w kontrrewolucyjnej organizacji terrorystycznej i tego samego dnia rozstrzelany. Jego prochy złożono na Cmentarzu Dońskim. 
14 maja 1955 pośmiertnie go zrehabilitowano.